# Pacorus Ier
Pacorus Ier est un roi associé des Parthes de la dynastie des Arsacides, mort en 38 av. J.-C.
Fils aîné d'Orodès II, il est associé à son père vers 41 av. J.-C. et commande avec l'adversaire d'Antoine Quintus Labienus les forces parthes qui envahissent la Syrie romaine et la Judée. 
À ce titre, il tranche à Jérusalem le différend existant entre les deux partis de la famille royale hasmonéenne qui se partageaient la Judée, et donne le titre de roi à Antigone II Mattathiah, fils d'Aristobule II. 
Le général de Marc Antoine Publius Ventidius Bassus repousse les troupes parthes dans le Taurus et les bat définitivement à Gindarus en Syrie du Nord le 9 juin 38 av. J.-C.. Pacorus périt lors de ce combat,,,,.